# René Klingbeil
René Klingbeil (Kelet-Berlin, Német Demokratikus Köztársaság, 1981. április 2. –) német labdarúgó, az FC Erzgebirge Aue hátvédje.